# آمبولومبورونا
آمبولومبورونا (به لاتین: Ambolomborona) یک منطقهٔ مسکونی در ماداگاسکار است.